# 白顶花皮蛛
白顶花皮蛛（学名：Scytodes albiapicalis）为花皮蛛科花皮蛛属的动物。在中国大陆，分布于广东等地。